# 로보토

로보토(Roboto)는 구글이 안드로이드 모바일 운영체제용 시스템 글꼴로 개발한 네오그로테스크 산세리프 글꼴이다. 2011년 안드로이드 4.0 아이스크림 샌드위치용으로 출시했다.
전반적인 글꼴 패밀리는 아파치 라이선스로 라이선스되어 있다. 2014년에 로보토는 안드로이드 5.0 롤리팝용으로 재설계되었다.

## 같이 보기
- 노토 폰트
- Segoe
- 샌프란시스코 (글꼴)